# Ivica Jozić
Ivica Jozić (Mostar, 22 luglio 1969) è un ex calciatore bosniaco, di ruolo centrocampista.

## Carriera

### Club
Dopo aver giocato per alcuni anni in patria, nel 1992 si trasferisce in Germania. In seguito gioca con la squadra riserve dello Schalke 04, poi passa al Wattenscheid, inizialmente in Bundesliga e successivamente in seconda divisione. Dopo aver giocato anche a Wolfsburg (sempre nel secondo livello del calcio tedesco), si trasferisce in Belgio, vestendo le casacche di Anversa e Waregem prima di tornare in Germania, in una società di terza categoria. Termina la carriera nel 2004, giocando in quarta divisione. Totalizza più di 200 presenze in tutte le competizioni, solo 15 delle quali nelle prime divisioni di Jugoslavia, Germania e Belgio.

### Nazionale
Il 24 aprile 1996 è convocato per la sfida tra Bosnia e Albania (0-0): gioca tutta la sfida per 90'.

## Statistiche

### Presenze e reti in Nazionale
| Cronologia completa delle presenze e delle reti in nazionale ― Bosnia ed Erzegovina | Cronologia completa delle presenze e delle reti in nazionale ― Bosnia ed Erzegovina | Cronologia completa delle presenze e delle reti in nazionale ― Bosnia ed Erzegovina | Cronologia completa delle presenze e delle reti in nazionale ― Bosnia ed Erzegovina | Cronologia completa delle presenze e delle reti in nazionale ― Bosnia ed Erzegovina | Cronologia completa delle presenze e delle reti in nazionale ― Bosnia ed Erzegovina | Cronologia completa delle presenze e delle reti in nazionale ― Bosnia ed Erzegovina | Cronologia completa delle presenze e delle reti in nazionale ― Bosnia ed Erzegovina |
| Data                                                                                | Città                                                                               | In casa                                                                             | Risultato                                                                           | Ospiti                                                                              | Competizione                                                                        | Reti                                                                                | Note                                                                                |
| ----------------------------------------------------------------------------------- | ----------------------------------------------------------------------------------- | ----------------------------------------------------------------------------------- | ----------------------------------------------------------------------------------- | ----------------------------------------------------------------------------------- | ----------------------------------------------------------------------------------- | ----------------------------------------------------------------------------------- | ----------------------------------------------------------------------------------- |
| 24-4-1996                                                                           | Zenica                                                                              | Bosnia ed Erzegovina                                                                | 0 – 0                                                                               | Albania                                                                             |                                                                                     | -                                                                                   |                                                                                     |
| Totale                                                                              |                                                                                     | Presenze                                                                            | 1                                                                                   |                                                                                     | Reti                                                                                | 0                                                                                   |                                                                                     |